# Ulrike Trampus
Ulrike Trampus (* 1970) ist eine deutsche Journalistin und Chefredakteurin der Ludwigsburger Kreiszeitung.

## Werdegang
Nach ihrem Abitur 1989 am Theodor-Heuss-Gymnasium Mühlacker studierte die gebürtige Schwäbin Trampus von 1990 bis 1995 Germanistik mit Schwerpunkt Journalistik und Nebenfach Italienisch an der Otto-Friedrich-Universität Bamberg.
1995 begann sie zunächst als Volontärin bei der Pforzheimer Zeitung, wo sie anschließend unter anderem als Chefin vom Dienst und stellvertretende Chefredakteurin fungierte. Von 2003 bis 2007 war sie in einer Doppelspitze mit Matthias Friedrich Chefredakteurin des Wiesbadener Kurier, danach Dozentin für Pressejournalismus am Journalistischen Seminar des Mainzer Instituts für Publizistik. Im September 2009 löste sie Isabell Funk als Chefredakteurin der Ludwigsburger Kreiszeitung ab.

## Publikationen
- Ulrike Trampus: Haustürjournalismus. In: Jürgen Wilke, Karl Nikolaus Renner, Tanjev Schultz (Hrsg.): Journalismus zwischen Autonomie und Nutzwert. Herbert von Halem Verlag, 2017, ISBN 9783744511353, S. 299–305.